# 沈芯菱
沈芯菱（1989年11月17日—），出生於臺灣雲林縣斗六市，國立臺灣大學商學研究所博士，公益活動家，現任非營利組織PeaceJam亞洲區台灣分會執行長。2005年以「一元柳丁」事件在媒體上名噪一時，後以「草根台灣臉譜」受各界矚目。曾獲中華民國十大傑出青年、總統教育獎、總統創新獎等獎項。

## 經歷

### 早年
沈芯菱的祖父為種植水果的農民；父親開設成衣廠「福太企業」，因經營問題曾欠下大筆債務。沈芯菱為獨生女，幼時因家中經濟拮据，曾住貨櫃屋、鐵皮屋、睡在貨車上，並擺攤販賣汽水、花生、菱角等。沈芯菱在11歲、小學五年級時，沈芯菱的媽媽發現她有電腦天分，為她購置1台中古電腦。她對於電腦相當有興趣，在隨後數年考取多張電腦相關證照。沈芯菱的祖父因文旦收購價格過低而愁眉不展，她寫了上百封电子邮件向多家企業推銷，收到一些訂單；同一年，她以架設「大斗六文旦產銷網」網站協助果農販賣水果，得到不錯成效，此為她從事各類公益活動的起點。之後於2002年架設「安安免費教學網」，提供免費教學資源。為了籌措架設網站的費用，她接下多家公司網站建置案；並每日到圖書館找尋資料，以充實「安安免費教學網」內容。

### 一元柳丁 初試啼聲
2005年11月，沈芯菱初次在媒體上為各界知曉。當時她為國中三年級，在其架設網站上揭露柳丁產地和零售的現狀，並以「大聲關懷農民，不問1元柳丁」為題投稿至《聯合報》民意論壇，揭露當時在雲林盛產的柳丁，放在路邊攤以1顆新臺幣1元賤賣。她的指控遭農委會反駁，引起軒然大波。之後，沈芯菱持續與母親、祖父走訪各地農園，紀錄實際狀況放於網站上。在許多媒體持續報導下，農委會迫於輿論召集產地縣市開會，決定每公斤7元辦理次級品收購加工等方案。之後，沈芯菱便開始涉獵各類的議題，設立包括針對原住民的「原鄉之愛」、新住民的「台灣媳婦網」等網站。

### 草根台灣臉譜
沈芯菱自13歲開始背著相機走遍全臺各地，拍下基層勞工、農民臉譜，沈芯菱的母親表示她在5年內拍下超過20萬張照片。沈芯菱最初拍攝對象為親戚、鄰居，之後眾人口耳相傳有一個喜歡拍照的少女，紛紛介紹她去拍攝各地特色人物，如布袋戲、捏麵人師傅等。沈芯菱常常沿途拍照，隨機尋找受訪者，她喜歡拍攝偏鄉或部落裡的民俗慶典、田裡的水牛、基層人物如採蛤蠣的漁民、計程車司機等。沈芯菱表示，最初的想法純粹是讓大家看到更多基層人物，在走訪各地後，看到許多許多社會底層問題，包括六輕、汙染、外籍配偶、原住民部落的資源缺乏、大埔徵收等，讓她感到疑惑，產生想改變現況的念頭。
2008年5月，沈芯菱甄試進入國立清華大學人文社會學院學士班。同一年她精選1千多張臺灣各地草根人物的照片，成立「草根台灣臉譜」網站，獲得當年總統就職引用，於就職典禮結束後在臺北小巨蛋前播放，並於2008年夏季奧運會台灣故事館展出。2009年6月自由時報報導，一名清潔工的孩子寫信謝謝她，以前很怕同學知道他的媽媽是清潔工，但因為「草根台灣臉譜」，現在他以媽媽為傲。

### 得獎眾多 成立公益平台
沈芯菱公益事蹟廣為社會各界知曉後，得到許多的獎項，較重要的有中華民國十大傑出青年、臺灣大學學生社會奉獻特別獎、總統創新獎、尤努斯青年大使榮譽獎章等。
2010年，與朱學恒共同主持公益談話性節目《點燈》。2012年，沈芯菱錄取9家研究所，後選擇就讀國立臺灣大學新聞研究所。對於沈芯菱考取多張電腦證照，但未就讀資訊相關科系，她表示台灣不缺電腦工程師，但缺乏社會人文的人才。2014年獲得碩士學位，碩士論文題目〈影響總統施政民意因素在重大事件中之探討〉，指導教授為彭文正。之後進入臺大商學研究所博士班。2021年取得博士學位，博士論文題目〈東南亞家族企業之財務管理策略〉。
2017年，成立「台灣6.0希望工程」網站，作為其公益活動的平台。2022年1月，宣布「應徵2032年總統」。

## 獎項

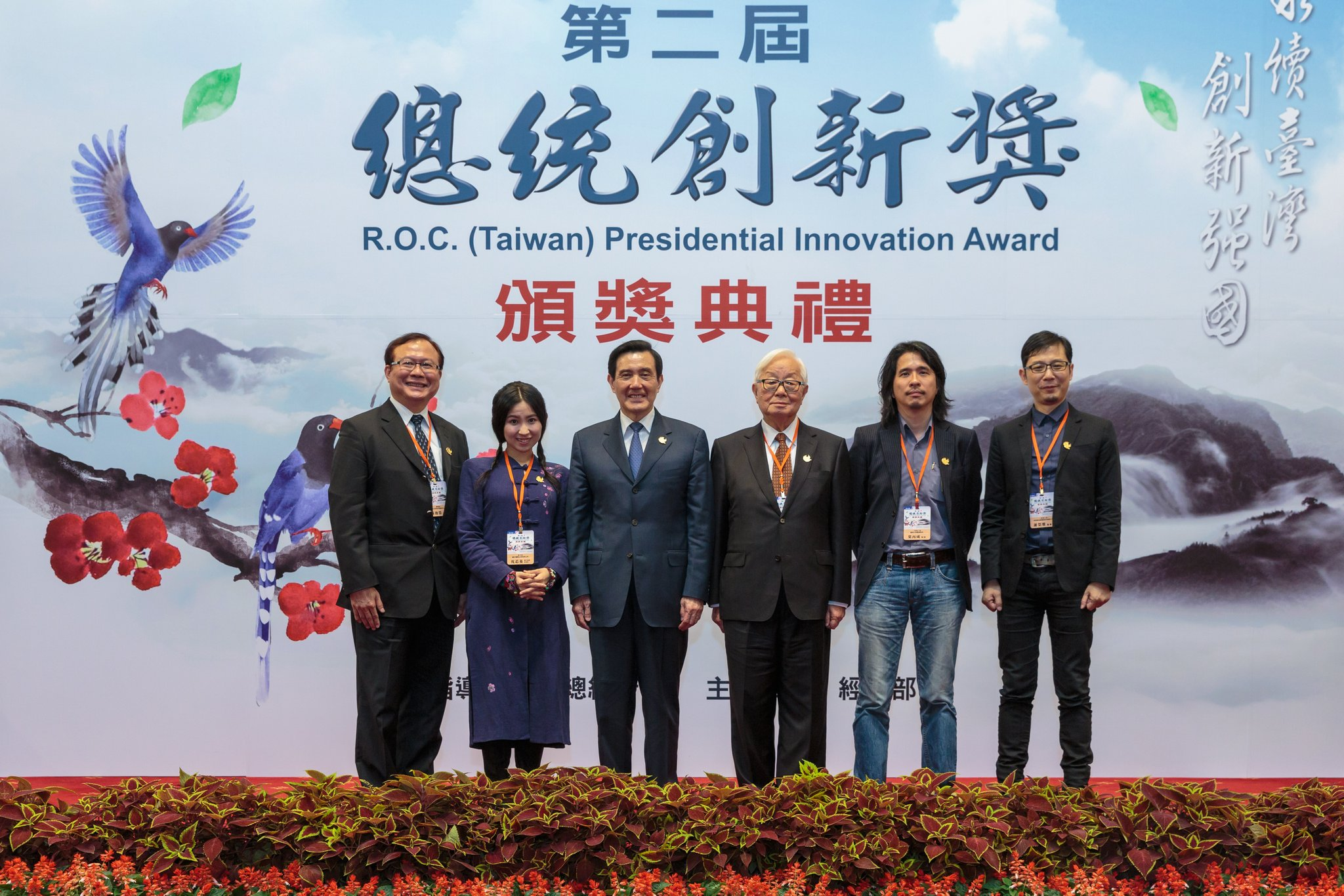
2016年4月，沈芯菱（左二）獲頒總統創新獎

沈芯菱獲得相當多獎項，包括：2004年青少年志工菁英獎「親善大使獎」、勵馨基金會「Formosa女兒獎」、傑出資訊人才獎；2005年救國團青年獎章、總統教育獎；2008年獲中央通訊社選為「台灣十大潛力人物」；2009年行政院青年輔導委員會「青舵獎」；2011年「吳尊賢愛心獎」、第二度獲得總統教育獎；2012年以其公益事蹟入選中華民國十大傑出青年（社會服務類）；2013年獲臺灣大學頒發「學生社會奉獻特別獎」；2016年以福太國際企業電子商務營運長身分，與張忠謀、葉丙成等獲頒總統創新獎；2023年獲台灣尤努斯基金會頒發「尤努斯青年大使榮譽獎章」。

## 性格與評價

### 性格
沈芯菱的母親形容沈芯菱從小個性就很強勢、堅持、「想做什麼事，就一定要做到」、「她已習慣同學認為她是怪胎，卻仍過得很自在」。沈芯菱自評，她無法與同年齡的同學暢談所見所聞，只能把想法訴諸於文字。她的拍照初衷，來自於1945年硫磺岛战役「美軍士兵在硫磺島豎起國旗」照片感受到的震撼，她不指望她的照片引起全國回響，只期盼藉由她的拍攝畫面喚起人們的關懷。

### 評價
2010年《商業周刊》報導沈芯菱事蹟，稱她為「少女公益家」、「台灣小尤努斯」。2014年《读者文摘》稱她為「少女公益慈善家」，並獲選為「台灣百年代表人物」。2016年由《遠見雜誌》與網路溫度計評為「十大默默付出的台灣慈善家」。沈芯菱的事蹟被寫入臺灣高中、國中、小學多本教科書。沈芯菱自評她是一個平凡的人，但她就是選擇去做而已。她表示，在光鮮亮麗的得獎背後，她設立的網站曾被視為詐騙集團、到處拍攝草根人物也屢遭奚落，更有質疑她是為了獲得政治或財務上的利益，這些一開始讓她很受傷，但未將她打倒。
另一方面，也有一些對於沈芯菱批評的聲音。NPOst公益交流站前主編張傳佳評論沈芯菱，稱她是一個很努力的女生，也可以感受到她對於臺灣土地人情的熱愛；而她建立自身形象的方式雖引起一些意見，但可能是某種不得已的操作手法，或深思熟慮之後的選擇。苦勞網徐沛然稱沈芯菱很有行動力，但是議題過於分散，幫助的對象不聚焦。

## 註解
1. ↑  該文敘述...隨著父母親...一家三口在貨車湊合...
2. ↑  網站的名稱，來自沈芯菱一位名叫安安的失聯同學[9]

## 外部連結
- 沈芯菱的Facebook專頁
- 沈芯菱 Dr.Cinlin的Instagram帳戶